# Adonijah Welch
Adonijah Strong Welch (ur. 12 kwietnia 1821 w East Hampton, zm. 14 marca 1889 w Pasadenie) – amerykański pedagog, prawnik, psycholog, socjolog, zaangażowany w organizację edukacji, jeden z założycieli Eastern Michigan University i Michigan State University, profesor i pierwszy rektor Iowa State Agricultural College (współcześnie Iowa State University), od czerwca 1868 do marca 1869 – senator Florydy (Partia Republikańska).

## Życiorys

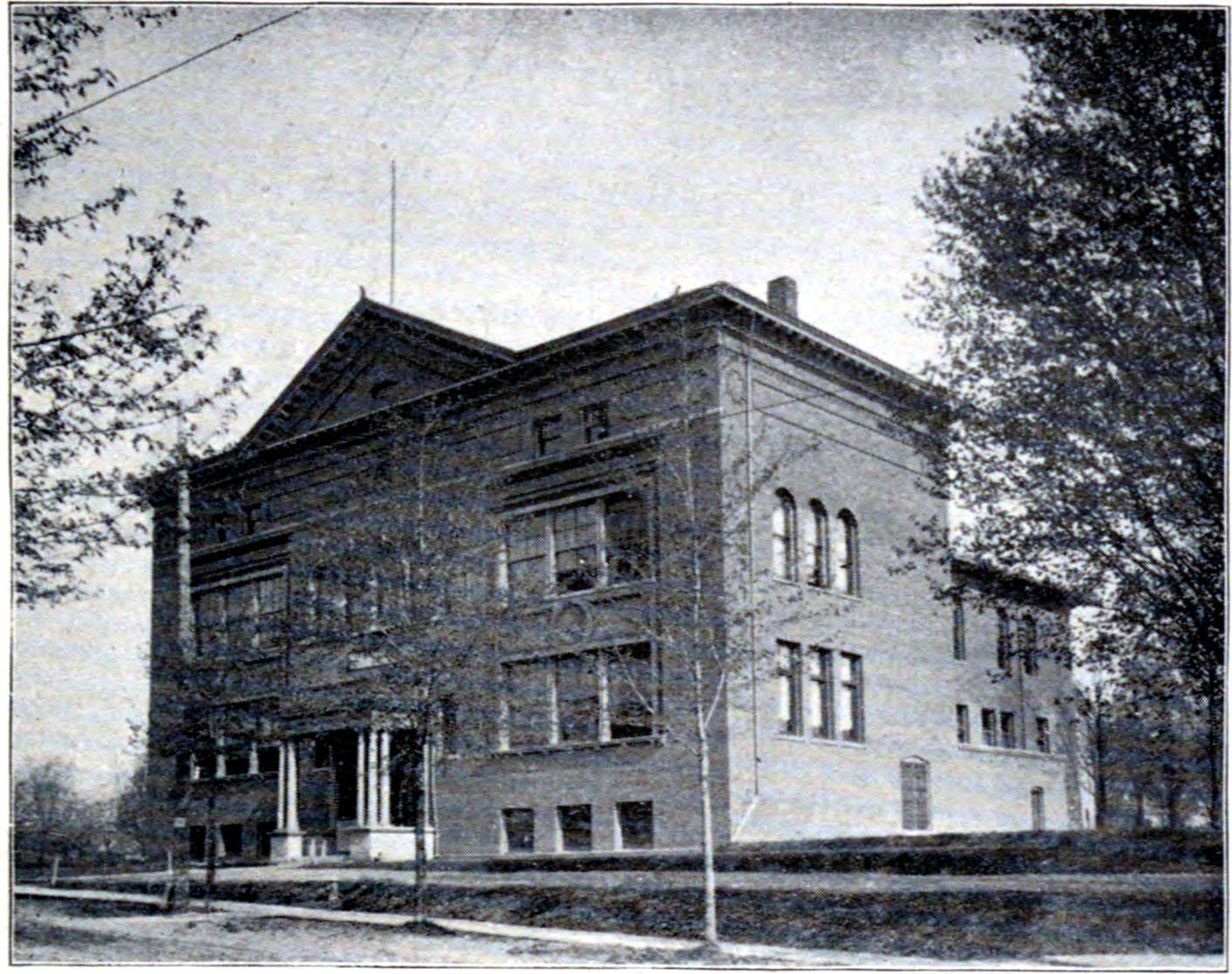
Welch Hall w EMU, 1897

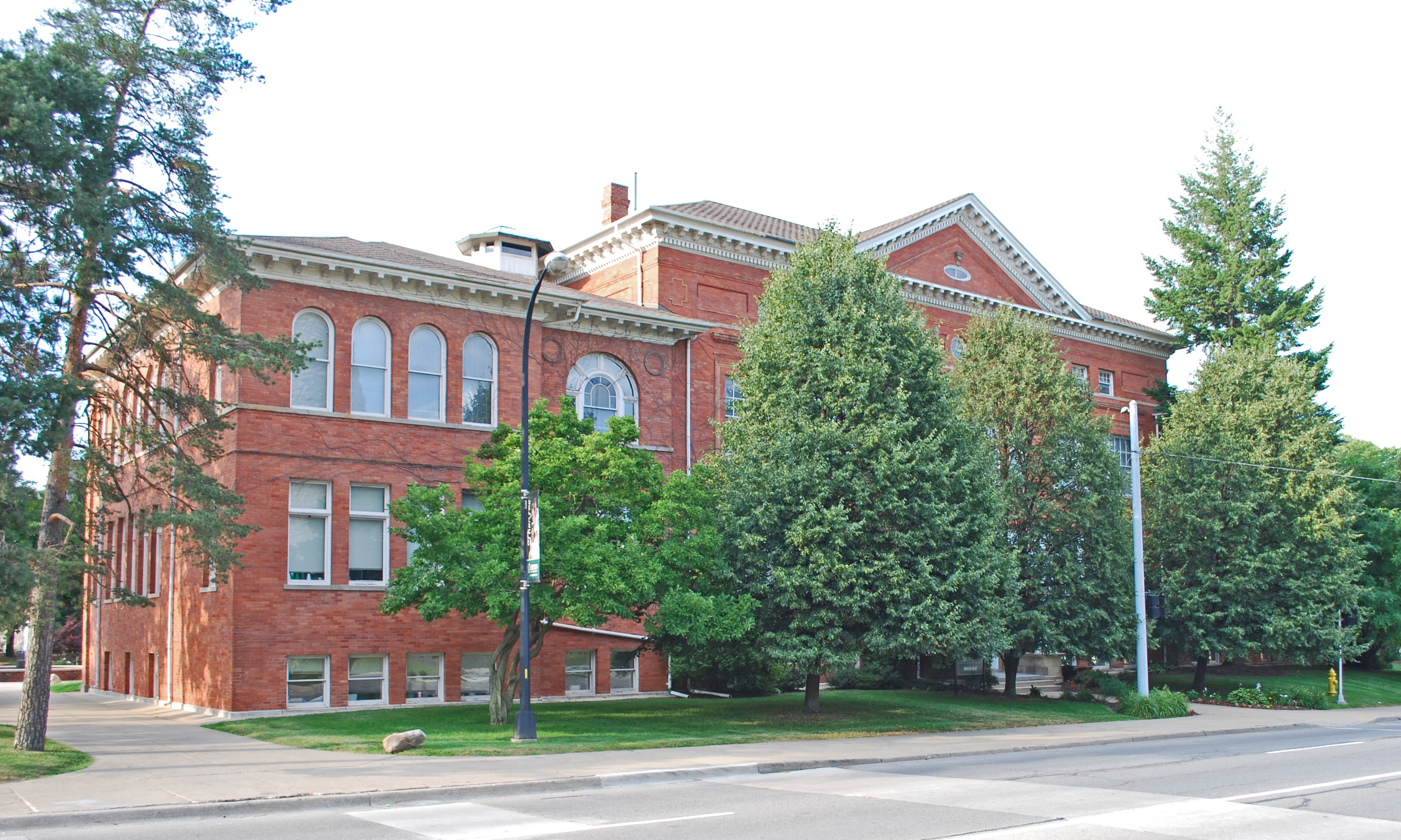
Welch Hall w EMU, 2010

Urodził się w Connecticuti i tu uczęszczał do szkoły publicznej. W roku 1839 przeniósł się do Jonesville w Michigan, zamierzając studiować prawo w University of Michigan w Ann Arbor. Przez 5 lat był studentem przygotowawczej Academy of Romeo. Uniwersyteckie studia licencjackie odbył w latach 1843–1846. Od roku 1844 kierował działem kształcenia przygotowawczego, zyskując sobie opinię dobrego organizatora i zwolennika innowacji edukacyjnych. Po uzyskaniu stopnia Bachelor of Arts (1846) i rocznej nauce prawa w kancelarii Lothrop and Duffield w Detroit (1847), został przyjęty do palestry.
W latach 1847–1865 nadal przebywał w Michigan, organizując m.in. Michigan State Normal School (współcześnie Eastern Michigan University, EMU) w Ypsilanti i uczestnicząc w zarządzaniu Michigan Agricultural College (współcześnie Michigan State University, MSU) w East Lansing.  W roku 1865, z powodu dolegliwości zdrowotnych, przeniósł się do cieplejszej Florydy (Pensacola, Jacksonville), gdzie organizował Union School w Jonesville, założył tartak i zaangażował się w uprawę pomarańczy.
Startując w wyborach do Senatu Stanów Zjednoczonych (1867) otrzymał w czerwcu 1868 mandat senatora Florydy, z którego zrezygnował w marcu 1869, po otrzymaniu od władz Iowa propozycji objęcia stanowiska rektora nowej uczelni rolniczej w Ames. W latach:
- 1869–1883 – był rektorem Iowa State Agricultural College i prowadził wykłady.m.in. z psychologii, ekonomii politycznej, socjologii, a również z retoryki, literatury angielskiej i niemieckiej, filozofii nauki, dydaktyki, geologii, architektury krajobrazu, hodowli[3],
- 1882–1883 – prowadził inspekcje zagranicznych uczelni rolniczych: Niemcy, Belgia, Anglia (program U.S. secretary of agriculture),
- 1884–1889 – zajmował stanowisko profesora psychologii i socjologii w Iowa State Agricultural College.

Jego zasługi uhonorowano 29 marca 1897 roku, nadając imię pierwszego rektora nowemu budynkowi uczelni, wybudowanemu w 1895 roku (w latach 1896-1960 – Teacher Training School, później – funkcje administracyjne).

## Publikacje
Publikacje, pisma urzędowe i listy Adonijaha Welcha znajdują się w zbiorach biblioteki Iowa State University. Z okazji obchodów 150. rocznicy uchwalenia Ustawy Morrilla zostały one udostępnione online w internecie, w postaci specjalnej kolekcji publikacji pierwszego rektora tej uczelni.
Publikacje Adonijaha Welcha (wybór)
- Analysis of the English sentence, designed for advanced classes, New York, A.S. Barnes & co. (1855)
- Report on the organization and management of seven agricultural schools in Germany, Belgium and England, made to Hon. George B. Loring, U.S. Commissioner of Agriculture; wyd. Washington, Govt. Print. Off. [c1885]
- Object lessons: prepared for teachers of primary schools and primary classes [c1900], wyd. N.Y., A.S. Barnes & company
- The teachers' psychology; a treatise on the intellectual faculties, the order of their growth, and the corresponding series of studies by which they are educated, wyd. New York, Chicago, E.L. Kellogg & co. (1889)

## Życie prywatne
Adonijah Strong Welch był synem Blissa Welcha i Elizabeth Strong.  Był dwukrotnie żonaty. Z pierwszą żoną, Eunice P. Buckingham, z którą zawarł związek małżeński w Mount Vernon (Ohio) (12 kwietnia 1859), miał córkę Catharinus F. Buckingham. Drugie małżeństwo zawarł z Mary Hortsen Beaumont, 3 lutego 1868 w Jonesville (Michigan). Z tego małżeństwa miał dwie córki: Abram Lovett Beaumont i Clarissa Gregg Holley.
Zmarł 14 marca 1889 roku w Pasadenie. Został pochowany na Iowa State College Cemetery (Ames, Iowa).